# Première bataille de Chahar Dara
Guerre d'Afghanistan
La première bataille de Chahar Dara se déroule pendant la guerre d'Afghanistan.

## Contexte
Après la chute du régime talêb en décembre 2001, le nord du pays fut largement déserté par les Talibans. Cette absence de guérilla active dans le nord perdura en 2006 et 2007 alors que les Talibans et leurs alliés reprenaient solidement pied dans le sud et l'est du pays. Ce n'est finalement qu'en 2008, que des foyers de guérilla se sont implantés dans les régions de Mazar-e-Charif et d'Hérat.
Dans les régions de Mazar-e-Chairf et de Kunduz, ces foyers, de taille réduite comparée aux grands fronts du sud du pays, commencent à poser des problèmes à la Coalition qui cherche à diversifier ces voies d'approvisionnements. Les voies utilisées jusque-là, au sud et à l'est, sont en effet de moins en moins sûres. De plus, la Coalition cherche à sécuriser le plus possible le déroulement de l'élection présidentielles prévues en 2009. Ainsi, une attaque se dessine contre les Talibans du nord du pays. Ceux-ci sont rassemblés dans plusieurs districts, dont Chahar Dara est l'un des plus importants, et de là, ils peuvent harceler les forces allemandes et menacer les routes venant d'Ouzbékistan. Les forces allemandes vont chercher à restreindre ces attaques et protéger les routes en lançant une série d'offensives lors de la deuxième moitié de l'année 2009. 
La bataille découlant de l'opération Oqab (fin juillet) est la première offensive menée par l'armée allemande depuis 1945.

## Attaque de la guérilla du 29 avril 2009
Le premier accrochage d'envergure dans le district de Chahar Dara a lieu le 29 avril quand les Talibans attaquent deux patrouilles allemandes. Plusieurs embuscades sont repoussées et quelques petits accrochages sont encore signalés les jours suivants. Les Allemands déplorent un mort et quelques blessés. Le soldat mort est le premier à être tué au combat depuis la fin de la Seconde guerre mondiale.

## Bataille de juillet-août 2009
Le 19 juillet 2009 au matin, les Allemands attaquent les positions talibanes (opération Oqab). Ceux-ci ripostent le lendemain par une série d'attaques dont une sur la base allemande de Mazar-e-Charif (camp Marmal). Le 23 juillet, les Allemands et leurs alliés de l'armée nationale afghane affirment contrôler toute la province de Kunduz. Le 31, ils annoncent la capture d'un important responsable talêb pour le nord du pays.
Cependant, dès le 1er août, les Talibans reprennent toutes les zones conquises lors de l'offensive mais abandonnées une fois celle-ci achevée.